# Девід Мікелджон
Девід Мікелджон (англ. David Meiklejohn, 12 грудня 1900, Говань — 22 серпня 1959, Ейрдрі) — шотландський футболіст, що грав на позиції центрального захисника за клуб «Рейнджерс», у складі якого 13 разів вигравав чемпіонат Шотландії. Виступав за національну збірну Шотландії. По завершенні ігрової кар'єри — тренер.

## Клубна кар'єра
У дорослому футболі дебютував 1919 року виступами за команду клубу «Рейнджерс». У першому ж сезоні став чемпіоном Шотландії. Відіграв у складі шотландського гранда вісімнандцять сезонів, протягом яких команда домінувала у шотландському футболі, здобувши загалом тринадцять чемпіонських титулів.
Протягом останніх років ігрової кар'єри був капітаном «Рейнджерс». Загалом відіграв за команду у 563 іграх (з них 490 у національній першості).

## Виступи за збірну
1922 року дебютував в офіційних матчах у складі національної збірної Шотландії. Протягом кар'єри у національній команді, яка тривала 12 років, провів у формі головної команди країни 15 матчів, забивши 3 голи. У шести іграх виводив шотландців на поле з капітанською пов'язкою.

## Кар'єра тренера
Завершивши ігрову кар'єру, 1936 року став спортивним оглядачем у газеті Daily Record.
У повоєнний період розпочав тренерську кар'єру, очоливши 1947 року тренерський штаб клубу «Партік Тісл». Керував цією командою протягом 12 років, до своєї смерті 22 серпня 1959 року. Помер на стадіоні клубу «Ейрдріоніанс» після гри свого «Партік Тісл» з цією командою.

## Титули і досягнення

### Як гравця
- Чемпіон Шотландії (13):

«Рейнджерс»: 1919-1920, 1920-1921, 1922-1923, 1923-1924, 1924-1925, 1926-1927, 1927-1928, 1928-1929, 1929-1930, 1930-1931, 1932-1933, 1933-1934, 1934-1935
- Володар Кубка Шотландії (6):

«Рейнджерс»: 1927-1928, 1929-1930, 1931-1932, 1933-1934, 1934-1935, 1935-1936